# Echte Erdhörnchen
Die Echten Erdhörnchen (Marmotini) sind eine Tribus der Hörnchen (Sciuridae), zu der unter anderem Murmeltiere, Präriehunde und Ziesel zählen.
Folgende Gattungen werden dazugerechnet:
- Antilopenziesel (Ammospermophilus)
- Callospermophilus
- Präriehunde (Cynomys)
- Ictidomys
- Murmeltiere (Marmota)
- Notocitellus
- Otospermophilus
- Poliocitellus
- Ziesel (Spermophilus)
- Urocitellus
- Xerospermophilus

Unter dem Namen Tamiini werden folgende Gattungen von einigen Autoren auch als eigene Tribus angesehen:
- Chinesische Rothörnchen (Sciurotamias)
- Streifenhörnchen (Tamias) mit den Untergattungen
  - Untergattung Tamias (Streifen-Backenhörnchen)
  - Untergattung Eutamias (Burunduk)
  - Untergattung Neotamias (Chipmunks mit 25 Arten)

Fossil sind Erdhörnchen seit dem Oligozän belegt (Gattungen Protospermophilus und Sinotamias). Ziesel, Antilopenziesel und Präriehunde wurden oft als ein enger Verwandtschaftskreis (Untertribus Spermophilina) den Murmeltieren (Untertribus Marmotina) gegenübergestellt. Bei molekularbiologischen und morphologischen Untersuchungen in den Jahren 2007 bis 2009 stellte sich heraus, dass die inneren Verwandtschaftsbeziehungen der Marmotini anders verlaufen als angenommen. Nach einer umfassenden molekularbiologischen Untersuchung wurden die Ziesel jedoch auf insgesamt acht Gattungen aufgeteilt, die den ehemaligen Untergattungen entsprechen, da die ursprüngliche Zusammenfassung gegenüber den Murmeltieren (Marmota), den Antilopenzieseln (Ammospermophilus) und den Präriehunden (Cynomys) paraphyletisch ist und diese Gruppen damit kein gemeinsames Taxon bilden. In der Gattung Spermophilus verblieben nur die paläarktischen Arten der ehemaligen Untergattung Spermophilus aus Eurasien.